# Сердюков, Семён Павлович
Семён Павлович Сердюков (7 апреля 1921 года, ст. Подгорная Синюха — 31 мая 2011 года, ст. Павловская) — участник Великой Отечественной войны, Герой Советского Союза.

## Биография
Родился 7 апреля 1921 в станице Подгорная Синюха, ныне Отрадненского района Краснодарского края, в семье крестьянина. Русский. Образование начальное. Член КПСС с 1947 года.
Работал в колхозе. В РККА с 1940 года. Участник Великой Отечественной войны с 1941 года.

## Подвиг
Командир отделения 92-го гвардейского сапёрного батальона (81-я гвардейская стрелковая дивизия, 7-я гвардейская армия, Степной фронт) гвардии сержант Сердюков особо отличился при форсировании Днепра. В ночь на 25 сентября 1943 года в районе села Бородаевка (Верхнеднепровский район Днепропетровской области, ныне Украина), переправляя на рыбацких лодках стрелковые подразделения, он за одну ночь сделал 14 рейсов. При этом был ранен, но остался в строю и продолжал исполнять свой воинский долг.
За этот подвиг Семён Павлович получил звание Героя Советского Союза. Оно было присвоено ему 26 октября 1943 года.

## Послевоенная жизнь
В январе 1944 старший сержант Сердюков был демобилизован по состоянию здоровья. Вернулся на родину. Работал в совхозе «Синюхинский». В последние годы жил в семье внука в станице Павловская Краснодарского края. Умер 31 мая 2011 года.

## Награды
Награждён орденом Ленина, медалями.